# Rodrigo Ely
Rodrigo Ely (Lajeado, 3 novembre 1993) è un calciatore brasiliano con cittadinanza italiana, difensore del Grêmio.

## Carriera

### Club

#### Gli inizi
Dal 2010 al 2012 ha giocato con la Primavera del Milan; nella stagione 2012-2013 è stato ceduto in prestito alla Reggina, con la cui maglia ha giocato 3 partite in Coppa Italia e 27 partite nel campionato di Serie B, nel quale ha anche segnato una rete. Nell'estate 2013 è passato in prestito al Varese, sempre nel campionato di Serie B.

#### Avellino e ritorno al Milan
Il 21 luglio 2014 è passato a titolo definitivo all'Avellino, firmando un contratto annuale che lo ha legato alla società irpina sino al 30 giugno 2015.
Il 9 giugno 2015 è stato ufficializzato il suo ritorno al Milan, che aveva lasciato soltanto un anno prima. Con la squadra rossonera ha esordito il 17 agosto seguente, nel terzo turno preliminare di Coppa Italia vinto per 2-0 a San Siro contro il Perugia. Ha debuttato in Serie A il 23 agosto 2015, durante la prima partita di campionato persa dal Milan per 0-2 in casa della Fiorentina; Ely, nel corso del primo tempo, è stato anche espulso per doppia ammonizione.

#### Deportivo Alavés
Il 30 gennaio 2017 viene ceduto, con la formula del prestito secco, all'Alaves. A fine stagione rientra al Milan, ma il 1º agosto 2017 l'Alavés decide di acquistarlo a titolo definitivo.

#### Nottingham Forest e Almería
Il 2 settembre 2021 firma per il Nottingham Forest, con cui non scende però mai in campo.
Il 7 marzo 2022, dopo aver risolto a gennaio il suo contratto con il Nottingham Forest, firma con l'Almería, club della Segunda División fino al termine della stagione, con opzione per ulteriori due stagioni.

#### Ritorno al Grêmio
Il 3 agosto 2023 fa ritorno in Brasile, sottoscrivendo un contratto fino al 2025 con il Grêmio.

### Nazionale
Ha giocato 10 partite con la maglia azzurra: 7 partite amichevoli con la maglia dell'Under-19 e altre 3 partite amichevoli con la maglia dell'Under-20.
Grazie al possesso della doppia nazionalità, nell'ottobre 2014, il CT Alexandre Gallo lo convoca nella nazionale olimpica verdeoro per un torneo da disputare nel novembre successivo in Cina. Il debutto con i verdeoro avviene in occasione della seconda gara del torneo, vinto dai brasiliani, giocata contro la Corea del Sud.

## Statistiche

### Presenze e reti nei club
Statistiche aggiornate al 12 febbraio 2025.
| Stagione                | Squadra                 | Campionato              | Campionato | Campionato | Coppe nazionali | Coppe nazionali | Coppe nazionali | Coppe continentali | Coppe continentali | Coppe continentali | Altre coppe | Altre coppe | Altre coppe | Totale | Totale |
| Stagione                | Squadra                 | Comp                    | Pres       | Reti       | Comp            | Pres            | Reti            | Comp               | Pres               | Reti               | Comp        | Pres        | Reti        | Pres   | Reti   |
| ----------------------- | ----------------------- | ----------------------- | ---------- | ---------- | --------------- | --------------- | --------------- | ------------------ | ------------------ | ------------------ | ----------- | ----------- | ----------- | ------ | ------ |
| 2012-2013               | Reggina                 | B                       | 27         | 1          | CI              | 3               | 0               | -                  | -                  | -                  | -           | -           | -           | 30     | 1      |
| 2013-2014               | Varese                  | B                       | 37+2       | 0          | CI              | 2               | 0               | -                  | -                  | -                  | -           | -           | -           | 41     | 0      |
| 2014-2015               | Avellino                | B                       | 30+3       | 0          | CI              | 2               | 0               | -                  | -                  | -                  | -           | -           | -           | 35     | 0      |
| 2015-2016               | Milan                   | A                       | 3          | 0          | CI              | 1               | 0               | -                  | -                  | -                  | -           | -           | -           | 4      | 0      |
| 2016-gen. 2017          | Milan                   | A                       | 0          | 0          | CI              | 0               | 0               | -                  | -                  | -                  | SI          | 0           | 0           | 0      | 0      |
| Totale Milan            | Totale Milan            | Totale Milan            | 3          | 0          |                 | 1               | 0               |                    | -                  | -                  |             | 0           | 0           | 4      | 0      |
| gen.-giu. 2017          | Alavés                  | PD                      | 10         | 1          | CR              | 1               | 0               | -                  | -                  | -                  | -           | -           | -           | 11     | 1      |
| 2017-2018               | Alavés                  | PD                      | 31         | 1          | CR              | 5               | 0               | -                  | -                  | -                  | -           | -           | -           | 36     | 1      |
| 2018-2019               | Alavés                  | PD                      | 5          | 0          | CR              | 0               | 0               | -                  | -                  | -                  | -           | -           | -           | 5      | 0      |
| 2019-2020               | Alavés                  | PD                      | 25         | 2          | CR              | 0               | 0               | -                  | -                  | -                  | -           | -           | -           | 25     | 2      |
| 2020-2021               | Alavés                  | PD                      | 8          | 1          | CR              | 0               | 0               | -                  | -                  | -                  | -           | -           | -           | 8      | 1      |
| Totale Deportivo Alavés | Totale Deportivo Alavés | Totale Deportivo Alavés | 79         | 5          |                 | 6               | 0               |                    | -                  | -                  |             | -           | -           | 85     | 5      |
| 2021-gen. 2022          | Nottingham Forest       | FLC                     | 0          | 0          | FACup+CdL       | 0               | 0               | -                  | -                  | -                  | -           | -           | -           | 0      | 0      |
| mar.-giu. 2022          | Almería                 | SD                      | 12         | 3          | CR              | 0               | 0               | -                  | -                  | -                  | -           | -           | -           | 12     | 3      |
| 2022-2023               | Almería                 | PD                      | 36         | 0          | CR              | 0               | 0               | -                  | -                  | -                  | -           | -           | -           | 36     | 0      |
| Totale Almeria          | Totale Almeria          | Totale Almeria          | 48         | 3          |                 | 0               | 0               |                    | -                  | -                  |             | -           | -           | 48     | 3      |
| ago.-dic. 2023          | Grêmio                  | PD/RS+A                 | 0+9        | 0+0        | CB              | 1               | 0               |                    | -                  | -                  |             | -           | -           | 10     | 0      |
| 2024                    | Grêmio                  | PD/RS+A                 | 8+21       | 0+1        | CB              | 3               | 0               | CL                 | 6                  | 0                  | -           | -           | -           | 38     | 1      |
| 2025                    | Grêmio                  | PD/RS+A                 | 5+0        | 0+0        | CB              | 0               | 0               | CS                 | 0                  | 0                  | -           | -           | -           | 5      | 0      |
| Totale Gremio           | Totale Gremio           | Totale Gremio           | 13+30      | 0+1        |                 | 4               | 0               |                    | 6                  | 0                  |             | -           | -           | 53     | 1      |
| Totale carriera         | Totale carriera         | Totale carriera         | 272        | 10         |                 | 18              | 0               |                    | 6                  | 0                  |             | 0           | 0           | 296    | 10     |

## Palmarès

### Club

#### Competizioni statali
- Campionato Gaúcho: 1

Grêmio: 2024

#### Competizioni nazionali
- Supercoppa italiana: 1

Milan: 2016
- Segunda División: 1

Almeria: 2021-2022